# Lino Lolla
Lino Lolla (Cremona, 8 agosto 1898 – ...) è stato un calciatore italiano, di ruolo difensore.

## Statistiche

### Presenze e reti nei club
| Stagione        | Club            | Campionato | Campionato | Campionato |
| Stagione        | Club            | Comp       | Pres       | Reti       |
| --------------- | --------------- | ---------- | ---------- | ---------- |
| 1921-1922       | Inter           | 1C         | 6          | 0          |
| 1922-1923       | Inter           | 1D         | 1          | 0          |
| Totale Inter    | Totale Inter    |            | 7          | 0          |
| Totale carriera | Totale carriera |            | 7          | 0          |